# Mårdsjön, Hälsingland
Mårdsjön är en sjö i Ljusdals kommun i Hälsingland och ingår i Ljusnans huvudavrinningsområde. Sjön är 10 meter djup, har en yta på 0,233 kvadratkilometer och befinner sig 347 meter över havet.

## Delavrinningsområde
Mårdsjön ingår i det delavrinningsområde (684065-146507) som SMHI kallar för Mynnar i Rotsjön. Medelhöjden är 372 meter över havet och ytan är 4,29 kvadratkilometer. Det finns inga avrinningsområden uppströms utan avrinningsområdet är högsta punkten. Vattendraget som avvattnar avrinningsområdet har biflödesordning 5, vilket innebär att vattnet flödar genom totalt 5 vattendrag innan det når havet efter 173 kilometer. Avrinningsområdet består mestadels av skog (92 procent). Avrinningsområdet har 0,24 kvadratkilometer vattenytor vilket ger det en sjöprocent på 5,5 procent.